# EuroFloorball Cup-kvalifikation 2008 for herrer
 Ikke at forveksle med EuroFloorball Cup-finale 2008 for herrer.
EuroFloorball Cup-kvalifikation 2008 for herrer vil finde sted i perioden fra den 13. august til den 31. august 2008 i tre forskellige værtslande. Vinderen af hver gruppe avancerer til EuroFloorball Cup-finale 2008 for herrer, hvor de har chancen for at vinde EuroFloorball Cuppen for 2008. Alt i alt vil 18 hold deltage i kvalifikationen – alle fra forskellige lande.
EuroFloorball Cup 2008 markerer det andet år hvor turneringen har været spillet under dette navn (tidligere European Cup). Turneringen vil desuden markere dens 16. år.
IFF besluttede, at turneringen skulle spilles i dens originale format og dermed finde sted i et kalenderår i stedet for to.

## Kvalifikationsformat
Eftersom top 4-landene fra EuroFloorball Cup 2007-08 var fra Sverige, Finland, Schweiz og Tjekkiet er topholdet fra hvert af de lande automatisk kvalificeret, så vel som den regerende mester. 5 hold vil altså automatisk være kvalificeret.
Eftersom 5 ud af 8 pladser er fyldt skal de andre tre bestemmes ved regionale kvalifikationer. I Gruppe C spiller de andet bedste hold fra Sverige, Finland, Schweiz og Tjekkiet om en plads i finalen. I EuroFloorball Cup 2007-08 kvalificerede både nr. 1 og 2 i Sverige sig til turneringen og derfor består gruppe C kun af 3 hold i stedet for 4. I Gruppe A og Gruppe B er holdene inddelt i regioner: Vesteuropa og Østeuropa. Det vindende hold i hver gruppe avancerer til finalen, hvorved alle 8 hold er fundet.
For at være berettiget til at deltage i EuroFloorball Cup 2008 skal holdene have fået mesterskabstitlen i deres respektive lande. Hvis ikke mestrene registrerer sig kan nummer to stille op og så videre.

## Kvalifikationsrunder
Gruppe A-kvalifikationerne for det vestlige Europa finder sted i Frederikshavn, Danmark fra 13. august til 17. august 2008.

Gruppe B-kvalifikationerne for det østlige Europa finder sted i Bratislava, Slovakiet fra 27. august til 31. august 2008.
Gruppe C-kvalifikationerne finder sted i Helsinki, Finland fra 22. august til 24. august 2008.

## Frederikshavn,Danmark

### Gruppe A

#### Conference A
| Hold                  | K | V | U | T | M     | P |
| --------------------- | - | - | - | - | ----- | - |
| Sarpsborg IBK         | 2 | 2 | 0 | 0 | 17-8  | 4 |
| CUF Leganes           | 2 | 0 | 1 | 1 | 7-10  | 1 |
| Sparkasse Weissenfels | 2 | 0 | 1 | 1 | 11-17 | 1 |

| 13. august 2008 |

| Sparkasse Weissenfels | 6:12 | Sarpsborg IBK |
| --- | ---- | --- |
| Lasse Heiskanen – 14.00 Sebastian Bernieck – 24.17 Sebastian Bernieck – 33.32 Lasse Heiskanen – 35.43 Tim Böttcher – 53.49 Paavo Haimila – 59.19 |      | 06.23 – Daniel Holmberg 08.17 – Klas Nordin 26.55 – Kristian Antonsen 29.08 – Benny Vestin 29.30 – Jon Skaug 36.24 – Jon Skaug 40.07 – Ketil Kristiansen 40.20 – Klas Nordin 40.40 – Ketil Kristiansen 42.55 – Jon Skaug 50.15 – Jan Karlsson 52.12 – Johan Larsson |

| Arena Nord |

| 14. august 2008 |

| CUF Leganes                                                                                                 | 5:5 | Sparkasse Weissenfels                                                                                                 |
| --- | --- | --- |
| Magnus Olson – 19.13 Ville Litmanen – 35.29 Magnus Olson – 38.56 Teppo Haakana – 40.13 Peter Skiden – 59.33 |     | 13.56 – Thomas Händler 22.30 – Robert Brückner 31.45 – Sebastian Bernieck 40.37 – Aki Koskinen 41.16 – Thomas Händler |

| Arena Nord |

| 15. august 2008 |

| Sarpsborg IBK | 5:2 | CUF Leganes                                       |
| --- | --- | ------------------------------------------------- |
| Ketil Kristiansen – 09.48 Klas Nordin – 12.24 Benny Vestin – 14.10 Benny Vestin – 17.21 Ketil Kristiansen – 26.29 |     | 04.45 – Miguel Prieto Gomez 18.39 – Teppo Haakana |

| Arena Nord |

#### Conference B
| Hold                | K | V | U | T | MF | MI | F   | Pts |
| ------------------- | - | - | - | - | -- | -- | --- | --- |
| Hafnia FC           | 3 | 3 | 0 | 0 | 54 | 5  | +49 | 6   |
| HDM                 | 3 | 2 | 0 | 1 | 22 | 15 | +7  | 4   |
| Paris UC            | 3 | 1 | 0 | 2 | 22 | 21 | +1  | 2   |
| Bandýfélag Kópavogs | 3 | 0 | 0 | 3 | 4  | 61 | -57 | 0   |

| 13. august 2008 |

| Bandýfélag Kópavogs | 1:11 | HDM |
| ------------------- | ---- | --- |
| Pavol Cekan – 26.23 |      | 08.22 – Johan Lim 19.42 – Tomas Wahlgren 23.28 – Yannick Gouby 27.41 – Johan Lim 30.10 – Johan Lim 31.04 – Ossi Karjalainen 34.02 – Ossi Karjalainen 47.25 – Ossi Karjalainen 48.28 – Ossi Karjalainen 53.18 – Gustav Le Juge 55.47 – Ossi Karjalainen |

| Arena Nord |

|  |

| Paris UC              | 1:11 | Hafnia FC |
| --------------------- | ---- | --- |
| Henri Kähönen – 27.09 |      | 06.16 – Tomi Tarpio 19.44 – Tore Kvaslerud 42.00 – Tore Kvaslerud 45.39 – Ilias Mahamadou Nielsen 47.06 – Tore Kvaslerud 48.21 – Kasper Kennedy 49.41 – Bo Kanstrup Jensen 53.47 – Ilias Mahamadou Nielsen 55.15 – Tore Kvaslerud 56.42 – Tore Kvaslerud 58.20 – Tomi Tarpio |

| Arena Nord |

| 14. august 2008 |

| Bandýfélag Kópavogs | 1:17 | Paris UC |
| ------------------- | ---- | --- |
| Pavol Cekan – 10.36 |      | 01.18 – Own Goal 03.57 – Henrik Ewetz 04.50 – Stian Langsholt 10.49 – Jean-Thomas Briere 10.59 – Henrik Ewetz 11.50 – Gabriel Forss 12.34 – Mathieu Plamondon 13.09 – Jean-Thomas Briere 19.47 – Sandro Rinaldi 23.04 – Jean-Thomas Briere 27.12 – Michel Ferrero 29.42 – Henrik Ewetz 38.57 – André Nadeau 39.03 – Stian Langsholt 41.10 – Simen Langsholt 55.33 – Nick Kanievsky 57.19 – Simen Langsholt |

| Arena Nord |

|  |

| HDM                                        | 2:10 | Hafnia FC |
| ------------------------------------------ | ---- | --- |
| Johan Lim – 19.49 Jacques Fournier – 53.52 |      | 00.32 – Tore Kvaslerud 03.17 – Tore Kvaslerud 13.15 – Own Goal 15.01 – Kasper Kennedy 18.14 – Kasper Kennedy 37.25 – Tomi Tarpio 39.02 – Tore Kvaslerud 43.08 – Rasmus Irming Jolck 50.31 – Tomi Tarpio 59.46 – Tore Kvaslerud |

| Arena Nord |

| 15. august 2008 |

| HDM | 9:4 | Paris UC                                                                                      |
| --- | --- | --------------------------------------------------------------------------------------------- |
| Roland Velu – 02.08 Benjamin Frey – 12.28 Johan Lim – 18.50 Tomas Wahlgren – 34.49 Benjamin Frey – 36.01 Ossi Karjalainen – 49.16 Björn van Wieringen – 50.25 Francois Boudreault – 51.02 Johan Lim- 57.09 |     | 02.39 – Stian Langsholt 13.33 – Henri Kähönen 21.53 – Mathieu Plamondon 54.05 – Henri Kähönen |

| Arena Nord |

|  |

| Hafnia FC | 33:2 | Bandýfélag Kópavogs                                                 |
| --- | ---- | ------------------------------------------------------------------- |
| Kasper Kennedy – 01.31 Tore Kvaslerud – 04.20 Rasmus Irming Jolck – 05.02 Sebastian Knudsen – 08.56 Kasper Kennedy – 09.48 Jesper Christensen – 11.41 Bo Kanstrup Jensen – 13.30 Sebastian Knudsen – 13.47 Jesper Christensen – 16.44 Jesper Schow Petersen – 18.11 Tore Kvaslerud – 22.26 Tore Kvaslerud – 25.46 Tore Kvaslerud – 27.19 Kasper Kennedy – 28.26 Ilias Mahamadou Nielsen – 34.55 Jesper Schow Petersen 35.41 Sebastian Knudsen – 37.43 Bo Kanstrup Jensen – 38.56 Stig Thorsteinsson – 39.39 Bo Kanstrup Jensen – 42.13 Stig Thorsteinsson – 45.05 Tore Kvaslerud – 47.57 Stig Thorsteinsson – 48.39 Ilias Mahamadou Nielsen – 49.37 Jesper Schow Petersen – 50.34 Bo Kanstrup Jensen – 50.45 Ilias Mahamadou Nielsen – 53.43 Jakob Rune Westh Andersen – 55.30 Jesper Schow Petersen – 56.03 Tore Kvaslerud – 56.17 Stig Thorsteinsson – 56.33 Bo Kanstrup Jensen – 56.46 Stig Thorsteinsson – 59.21 |      | 38.01 – Gunnar Gils Kristinsson 48.57 – Bryngeir Arnar Bryngeirsson |

| Arena Nord |

#### Playoff
|  | Semifinaler | Semifinaler   | Semifinaler |   |    | Finale        | Finale | Finale |
|  |             |               |             |   |    |               |        |        |
|  | A1          | Sarpsborg IBK | 20          |   |    |               |        |        |
|  | B2          | HDM           | 2           |   |    |               |        |        |
|  |             |               |             |   | A1 | Sarpsborg IBK | 8      |        |
|  |             | B1            | Hafnia FC   | 5 |    |               |        |        |
|  | B1          | Hafnia FC     | 5           |   |    |               |        |        |
|  | A2          | CUF Leganes   | 3           |   |    |               |        |        |

##### Semifinaler
| 16. august 2008 |

| Sarpsborg IBK | 20:2 | HDM                                               |
| --- | ---- | ------------------------------------------------- |
| Ketil Kristiansen – 01.01 Benny Vestin – 04.23 Johan Larsson – 05.44 Tormod Hoydal – 07.07 Jon Skaug – 08.02 Daniel Holmberg – 15.01 Morten Olsen – 18.29 Ketil Kristiansen – 19.03 Klas Nordin – 19.13 Ketil Kristiansen – 28.47 Klas Nordin – 31.51 Ketil Kristiansen – 37.53 Klas Nordin – 38.04 Klas Nordin – 40.17 Johan Larsson – 45.20 Klas Nordin – 45.54 Ketil Kristiansen – 50.28 Klas Nordin – 50.33 Christer Sotorp – 57.03 Jon Skaug – 58.28 |      | 31.15 – Ossi Karjalainen 33.00 – Jacques Fournier |

| Arena Nord |

|  |

| Hafnia FC | 0:0 | CUF Leganes                                                               |
| --- | --- | ------------------------------------------------------------------------- |
| Bo Kanstrup Jensen – 12.21 Jesper Schow Petersen – 21.15 Tore Kvaslerud – 48.49 Tore Kvaslerud – 57.24 Jesper Schow Petersen – 59.37 |     | 11.53 – Peter Skiden 16.30 – Peter Skiden 44.01 – Ricardo Sanchez Murillo |

| Arena Nord |

##### Broncemedaljekamp
| 17. august 2008 |

| HDM                                     | 2:7 | CUF Leganes |
| --------------------------------------- | --- | --- |
| Johan Lim – 42.48 Benjamin Frey – 52.05 |     | 19.06 – Teppo Haakana 22.22 – Peter Skiden 43.10 – Javier Robledo Zarco 48.29 – Javier Robledo Zarco 52.45 – Teppo Haakana 59.32 – Teppo Haakana 59.55 – Ricardo Sanchez Murillo |

| Arena Nord |

##### Mesterskabskamp
| 17. august 2008 |

| Sarpsborg IBK | 8:5 | Hafnia FC |
| --- | --- | --- |
| Daniel Holmberg – 26.11 Benny Vestin – 27.12 Ketil Kristiansen – 27.52 Benny Vestin – 32.00 Jon Skaug – 33.42 Benny Vestin – 42.59 Johan Larsson – 46.49 Jon Skaug – 57.17 |     | 10.24 – Kasper Kennedy 26.41 – Kasper Kennedy 51.20 – Tore Kvaslerud 58.15 – Kasper Kennedy 59.03 – Tore Kvaslerud |

| Arena Nord |

#### Placeringskampe

##### 5. plads-kamp
| 16. august 2008 |

| Sparkasse Weissenfels | 15:1 | Paris UC              |
| --- | ---- | --------------------- |
| Lasse Heiskanen – 07.11 Paavo Haimila – 10.00 Lasse Heiskanen – 15.01 Robert Blanke – 15.42 Lasse Heiskanen – 16.07 Sebastian Bernieck – 23.10 Lasse Heiskanen – 26.06 Thomas Händler – 26.20 Thomas Händler – 26.42 Thomas Händler – 29.38 Lasse Heiskanen – 30.51 Thomas Finaske – 32.54 Johannes Tauchlitz – 46.31 Johannes Tauchlitz – 50.16 Lasse Heiskanen – 48.57 |      | 42.31 – Henri Kähönen |

| Arena Nord |

## Bratislava,Slovakiet

### Gruppe B

#### Conference A
| Hold               | K | V | U | T | M  | M  | F   | P |
| ------------------ | - | - | - | - | -- | -- | --- | - |
| Nizhegorodets      | 3 | 3 | 0 | 0 | 44 | 11 | +33 | 6 |
| FTVS Bratislava    | 3 | 2 | 0 | 1 | 19 | 8  | +11 | 4 |
| TVZ Wikings        | 3 | 1 | 0 | 2 | 28 | 19 | +9  | 2 |
| Locomotive Kutaisi | 3 | 0 | 0 | 3 | 6  | 59 | -53 | 0 |

| 27. august 2008 |

| TVZ Wikings                                                                     | 3:7 | Nizhegorodets |
| ------------------------------------------------------------------------------- | --- | --- |
| Paul Rachelsperger – 10.18 Florian Haslinger – 20.10 Paul Rachelsperger – 24.49 |     | 05.41 – Ilya Nikolaev 08.07 – Konstantin Kosolapov 09.33 – Evgeny Yudin 17.02 – Alexander Latukhin 29.14 – Evgeny Yudin 35.52 – Denis Raytsyn 49.10 – Ilya Nikolaev |

|  |

|  |

| UK Bratislava | 5:0 | Locomotive Kutaisi |
| ------------- | --- | ------------------ |
|               |     |                    |

| FTVS Arena |

| 28. august 2008 |

| Nizhegorodets | 31:3 | Locomotive Kutaisi                                                              |
| --- | ---- | ------------------------------------------------------------------------------- |
| Alexander Latukhin – 00.42 Evgeny Yudin – 02.57 Alexander Latukhin – 03.26 Dmitry Sudakov – 04.18 Alexander Shutihin – 05.23 Evgeny Yudin – 08.57 Ilya Nikolaev – 09.42 Evgeny Yudin – 13.35 Ilya Nikolaev – 14.12 Alexander Latukhin – 16.47 Ilya Nikolaev – 18.36 Ilya Nikolaev – 20.25 Alexander Shutihin – 24.34 Ilya Nikolaev – 25.24 Evgeny Yudin – 26.43 Ilya Nikolaev – 27.18 Evgeny Yudin – 27.40 Ilya Nikolaev – 30.08 Denis Raytsyn – 31.46 Ilya Nikolaev – 40.44 Alexander Latukhin – 43.16 Konstantin Kosolapov – 44.18 Alexander Latukhin – 44.51 Alexander Latukhin – 47.58 Ilya Nikolaev – 48.40 Evgeny Yudin – 49.25 Evgeny Yudin – 52.56 Alexander Latukhin – 54.32 Ilya Nikolaev – 56.04 Mikhail Bukin – 56.39 Alexander Shutihin – 57.41 |      | 23.03 – Nikoloz Anjafaridze 55.25 – Bachana Kobalia 57.22 – Nikoloz Anjafaridze |

| FTVS Arena |

|  |

| TVZ Wikings                                  | 2:9 | UK Bratislava |
| -------------------------------------------- | --- | --- |
| Roland Herzog – 03.02 Marcus Jonsson – 46.05 |     | 07.23 – Juraj Svábek 19.49 – Michal Zalibera 23.13 – Ján Purc 31.54 – Marek Kabát 38.01 – Michal Zalibera 38.58 – Ján Purc 41.28 – Frantisek Krajcovic 47.46 – Róbert Dolník 58.06 – Michal Zalibera |

| FTVS Arena |

| 29. august 2008 |

| Locomotive Kutaisi                                                                | 3:23 | TVZ Wikings |
| --------------------------------------------------------------------------------- | ---- | --- |
| Shota Giorkhelidze – 25.43 Nikoloz Anjafaridze – 27.43 Shota Giorkhelidze – 52.20 |      | 06.42 – Roland Herzog 07.42 – Lukas Millinger 09.28 – Marcus Jonsson 09.41 – Paul Rachelsperger 10.12 – Patrick Kellner 12.27 – Christoph Hausegger 13.21 – Stefan Sendlhofer 13.43 – Patrick Kellner 16.20 – Siegfried Sendlhofer 16.51 – Marcus Jonsson 17.05 – Paul Rachelsperger 21.27 – Roland Herzog 26.35 – Paul Rachelsperger 32.16 – Andreas Sendlhofer 32.34 – Stefan Sendlhofer 36.53 – Marcus Jonsson 41.23 – Claus Schichl 41.46 – Andreas Sendlhofer 42.14 – Stefan Sendlhofer 49.46 – Paul Rachelsperger 50.51 – Lukas Millinger 58.11 – Andreas Sendlhofer 58.25 – Lukas Millinger |

| FTVS Arena |

|  |

| Nizhegorodets | 6:5 | UK Bratislava |
| --- | --- | --- |
| Ilya Nikolaev – 04.35 Dmitry Sudakov – 07.40 Konstantin Kosolapov – 11.53 Konstantin Kosolapov – 21.34 Evgeny Yudin – 35.51 Alexander Latukhin – 59.46 |     | 01.34 – Marek Vlásek 02.59 – Dominik Hancík 10.19 – Michal Zalibera 32.20 – Michal Liszkay 56.42 – Frantisek Krajcovic |

| FTVS Arena |

#### Conference B
| Hold              | K | V | U | T | M  | M  | F   | P |
| ----------------- | - | - | - | - | -- | -- | --- | - |
| SK Latvijas Avīze | 3 | 3 | 0 | 0 | 25 | 7  | +18 | 6 |
| KS Nowy Targ      | 3 | 2 | 0 | 1 | 19 | 9  | +10 | 4 |
| TTÜ SK            | 3 | 1 | 0 | 2 | 7  | 15 | -8  | 2 |
| Ares HC 94        | 3 | 0 | 0 | 3 | 3  | 23 | -20 | 0 |

| 27. august 2008 |

| Ares HC 94        | 1:3 | TTÜ SK                                                         |
| ----------------- | --- | -------------------------------------------------------------- |
| Ádám Kupó – 09.57 |     | 07.52 – Madis Kass 14.12 – Anre Vooremaa 29.40 – Anre Vooremaa |

| FTVS Arena |

|  |

| Latvijas Avīze | 6:4 | KS Nowy Targ                                                                                         |
| --- | --- | --- |
| Krisjanis Zeps – 02.52 Janis Anis – 14.18 Edgars Dzeguze – 29.52 Kristaps Vaicis – 44.21 Matiss Kligins – 45.19 Pavels Semjonovs – 58.33 |     | 25.22 – Bartłomiej Kułesza 33.15 – Lesław Ossowski 53.01 – Bartłomiej Kułesza 59.15 – Artur Kasperek |

| FTVS Arena |

| 28. august 2008 |

| TTÜ SK                                  | 2:7 | KS Nowy Targ |
| --------------------------------------- | --- | --- |
| Marek Ulman – 19.49 Marek Ulman – 27.50 |     | 01.31 – Jarosław Lech 03.41 – Bartłomiej Augustyn 33.28 – Bartłomiej Kułesza 36.28 – Michał Dziurdzik 37.59 – Michał Dziurdzik 39.09 – Bartłomiej Kułesza 48.47 – Bartłomiej Kułesza |

| FTVS Arena |

|  |

| Ares HC 94              | 1:12 | Latvijas Avīze |
| ----------------------- | ---- | --- |
| Krisztián Nádor – 56.57 |      | 05.03 – Edgars Dzeguze 10.50 – Jurijs Ivenkovs 21.42 – Renars Berzins 23.19 – Edgars Dzeguze 24.22 – Krisjanis Zeps 29.11 – Maris Zicmanis 30.41 – Krisjanis Zeps 35.30 – Matiss Kligins 43.54 – Kristaps Vaicis 47.04 – Maris Zicmanis 51.35 – Jurijs Ivenkovs 55.29 – Matiss Kligins |

| FTVS Arena |

| 29. august 2008 |

| KS Nowy Targ | 8:1 | Ares HC 94          |
| --- | --- | ------------------- |
| Adrian Bocheński – 22.57 Łukasz Zubek – 15.56 Amadeusz Wojtak – 24.58 Łukasz Chlebda – 26.05 Michał Dziurdzik – 32.52 Artur Kasperek – 34.00 Sebastian Kwak – 49.47 Lesław Ossowski – 53.42 |     | 20.18 – Peter Szabo |

| FTVS Arena |

|  |

| TTÜ SK                                      | 2:7 | Latvijas Avīze |
| ------------------------------------------- | --- | --- |
| Armen Kasparov – 16.13 Marko Opikov – 48.51 |     | 07.40 – Pavels Semjonovs 10.12 – Pavels Semjonovs 16.41 – Krisjanis Zeps 22.23 – Matiss Kligins 24.19 – Pavels Semjonovs 38.38 – Pavels Semjonovs 40.51 – Maris Zicmanis |

| FTVS Arena |

#### Playoff
|  | Semifinaler | Semifinaler       | Semifinaler       |   |    | Finale       | Finale | Finale |
|  |             |                   |                   |   |    |              |        |        |
|  | A1          | Nizhegorodets     | 4                 |   |    |              |        |        |
|  | B2          | KS Nowy Targ      | 5                 |   |    |              |        |        |
|  |             |                   |                   |   | B2 | KS Nowy Targ | 2      |        |
|  |             | B1                | SK Latvijas Avīze | 3 |    |              |        |        |
|  | B1          | SK Latvijas Avīze | 7                 |   |    |              |        |        |
|  | A2          | FTVS Bratislava   | 5                 |   |    |              |        |        |

##### Semifinaler
| 30. august 2008 |

| Nizhegorodets                                                                           | 4:5 | KS Nowy Targ |
| --------------------------------------------------------------------------------------- | --- | --- |
| Mikhail Bukin – 03.14 Ilya Nikolaev – 11.02 Ilya Nikolaev – 51.34 Ilya Nikolaev – 58.03 |     | 19.12 – Jarosław Lech 36.31 – Łukasz Chlebda 40.29 – Łukasz Zubek 48.31 – Michał Dziurdzik 62.21 – Lesław Ossowski |

| FTVS Arena |

|  |

| SK Latvijas Avīze | 7:5 | FTVS Bratislava                                                                                         |
| --- | --- | --- |
| Maris Zicmanis – 27.45 Ivo Preiss – 30.06 Matiss Kligins – 33.39 Pavels Semjonovs – 39.00 Jurijs Ivenkovs – 46.18 Edgars Dzeguze – 49.42 Pavels Semjonovs – 50.11 |     | 11.45 – Marek Vlásek 14.15 – Marek Kabát 27.16 – Marek Kabát 41.08 – Dominik Hancík 53.49 – Adam Kalcok |

| FTVS Arena |

##### Mesterskabskamp
| 31. august 2008 |

| KS Nowy Targ                                 | 2:3 | SK Latvijas Avīze |
| -------------------------------------------- | --- | ----------------- |
| Jarosław Lech – 18.15 Artur Kasperek – 37.35 |     |                   |

| FTVS Arena |

#### Placeringskampe

##### 7. plads-kamp
| 30. august 2008 |

| Locomotive Kutaisi | 0:25 | Ares HC 94 |
| ------------------ | ---- | --- |
|                    |      | 09.30 – Krisztián Nádor 10.31 – Marton Eder 11.56 – Flórián Geri 12.48 – Peter Szabo 16.47 – Peter Toth 17.53 – Krisztián Nádor 19.06 – Krisztián Nádor 19.54 – Amartaiwan Bajaszgalan 20.22 – Flórián Geri 21.22 – Bence Vadócz 21.42 – Attila Mujahid 22.10 – Attila Dosa 22.26 – Bence Vadócz 22.49 – Krisztian Ban 23.40 – Krisztián Nádor 27.46 – Krisztián Nádor 30.01 – Amartaiwan Bajaszgalan 35.05 – Peter Szabo 36.41 – Attila Hangai 42.52 – Attila Dosa 43.09 – Flórián Geri 43.46 – Bence Vadócz 47.15 – Krisztián Nádor 55.00 – Attila Hangai 56.21 – Peter Toth |

| FTVS Arena |

##### 5. plads-kamp
| 30. august 2008 |

| TVZ Wikings | 5:10 | TTÜ SK |
| --- | ---- | --- |
| Roland Herzog – 18.05 Paul Rachelsperger – 20.51 Paul Rachelsperger – 41.59 Paul Rachelsperger – 53.46 Paul Rachelsperger – 54.02 |      | 08.18 – Richard Eesmaa 22.44 – Erlin Rand 24.26 – Erlin Rand 35.25 – Marek Ulman 38.10 – Marek Ulman 42.56 – Erlin Rand 48.53 – Erlin Rand 49.06 – Anre Vooremaa 49.52 – Anre Vooremaa 54.37 – Viljar Paulus |

| FTVS Arena |

- Bemærk: Der blev ikke spillet en bronzemedaljekamp grundet en konflikt med planlægningen

## Helsinki,Finland

### Gruppe C
| Hold            | K | V | U | T | M  | M  | F  | P |
| --------------- | - | - | - | - | -- | -- | -- | - |
| Tapanilan Erä   | 2 | 2 | 0 | 0 | 10 | 5  | +5 | 4 |
| SSK Vitkovice   | 2 | 1 | 0 | 1 | 6  | 9  | -3 | 2 |
| Floorball Köniz | 2 | 0 | 0 | 2 | 8  | 10 | -2 | 0 |

| 22. august 2008 |

| Floorball Köniz                                                                                | 4:5 | Tapanilan Erä                                                                                               |
| ---------------------------------------------------------------------------------------------- | --- | --- |
| Samuel Dunkel – 05.56 Emanuel Antener – 13.07 Daniel Calebsson – 30.18 Emanuel Antener – 33.20 |     | 11.53 – Pasi Laitila 13.35 – Lauri Kapanen 21.59 – Sami Lehtinen 32.58 – Pasi Laitila 53.07 – Sami Lehtinen |

| Mosahalli |

| 23. august 2008 |

| SSK Vitkovice                                                                                               | 5:4 | Floorball Köniz                                                                                 |
| --- | --- | ----------------------------------------------------------------------------------------------- |
| Martin Vladar – 17.59 Martin Vladar – 36.06 Patrik Suchánek – 45.12 Martin Tokos – 53.57 Pavel Brus – 54.45 |     | 10.18 – Emanuel Antener 13.27 – Emanuel Antener 16.22 – Emanuel Antener 47.13 – Emanuel Antener |

| Mosahalli |

| 24. august 2008 |

| Tapanilan Erä                                                                                             | 5:1 | SSK Vitkovice        |
| --- | --- | -------------------- |
| Lauri Kapanen – 09.15 Rein Kivi – 23.00 Lauri Kapanen – 35.40 Lauri Kapanen – 41.37 Lauri Kapanen – 51.07 |     | 39.06 – Michal Hanic |

| Mosahalli |